# FC Fleury 91 (kvinder)
FC Fleury 91 er en fransk fodboldklub, baseret i Fleury-Mérogis. Klubben er en del af FC Fleury 91, siden 2017.  
Danske Cecilie Sandvej, Stine Larsen og Rikke Sevecke, spiller i klubben pr. August 2019.

## Spillere

### Aktuel trup
Oversigten er opdateret til og med 6. september 2020.
| Nr. | Land     | Position | Spiller                                       |
| --- | -------- | -------- | --------------------------------------------- |
| 1   | Frankrig | MM       | Laëtitia Philippe                             |
| 2   | Cameroun | FO       | Claudine Meffometou                           |
| 3   | Danmark  | FO       | Cecilie Sandvej                               |
| 5   | Frankrig | FO       | Kate Nado                                     |
| 6   | Frankrig | MI       | Thelma Eninger                                |
| 7   | Frankrig | AN       | Marina Makanza                                |
| 8   | England  | MI       | Jenna Dear                                    |
| 9   | Sverige  | MI       | Julia Spetsmark                               |
| 10  | Frankrig | MI       | Léa Le Garrec                                 |
| 11  | Frankrig | MI       | Maureen Bigot                                 |
| 12  | USA      | AN       | Hannah Diaz                                   |
| 13  | USA      | MI       | Celeste Boureille (lejet fra Portland Thorns) |

| Nr. | Land       | Position | Spiller             |
| --- | ---------- | -------- | ------------------- |
| 14  | Polen      | MI       | Dominika Grabowska  |
| 15  | Australien | FO       | Emma Checker        |
| 16  | Frankrig   | MM       | Manon Heil          |
| 18  | Frankrig   | AN       | Kenza Chapel        |
| 19  | Frankrig   | MI       | Alizee Leroy        |
| 20  | Frankrig   | FO       | Charlotte Fernandes |
| 21  | Frankrig   | AN       | Lorena Azzaro       |
| 22  | Norge      | FO       | Anja Sønstevold     |
| 23  | Frankrig   | FO       | Teninsoun Sissoko   |
| 25  | Frankrig   | FO       | Julie Piga          |
| 28  | Frankrig   | FO       | Marine Haupais      |
| 33  | Frankrig   | MI       | Laurine Pinot       |